# Stillingia linearifolia
Stillingia linearifolia là một loài thực vật có hoa trong họ Đại kích. Loài này được S.Watson miêu tả khoa học đầu tiên năm 1879.

## Hình ảnh

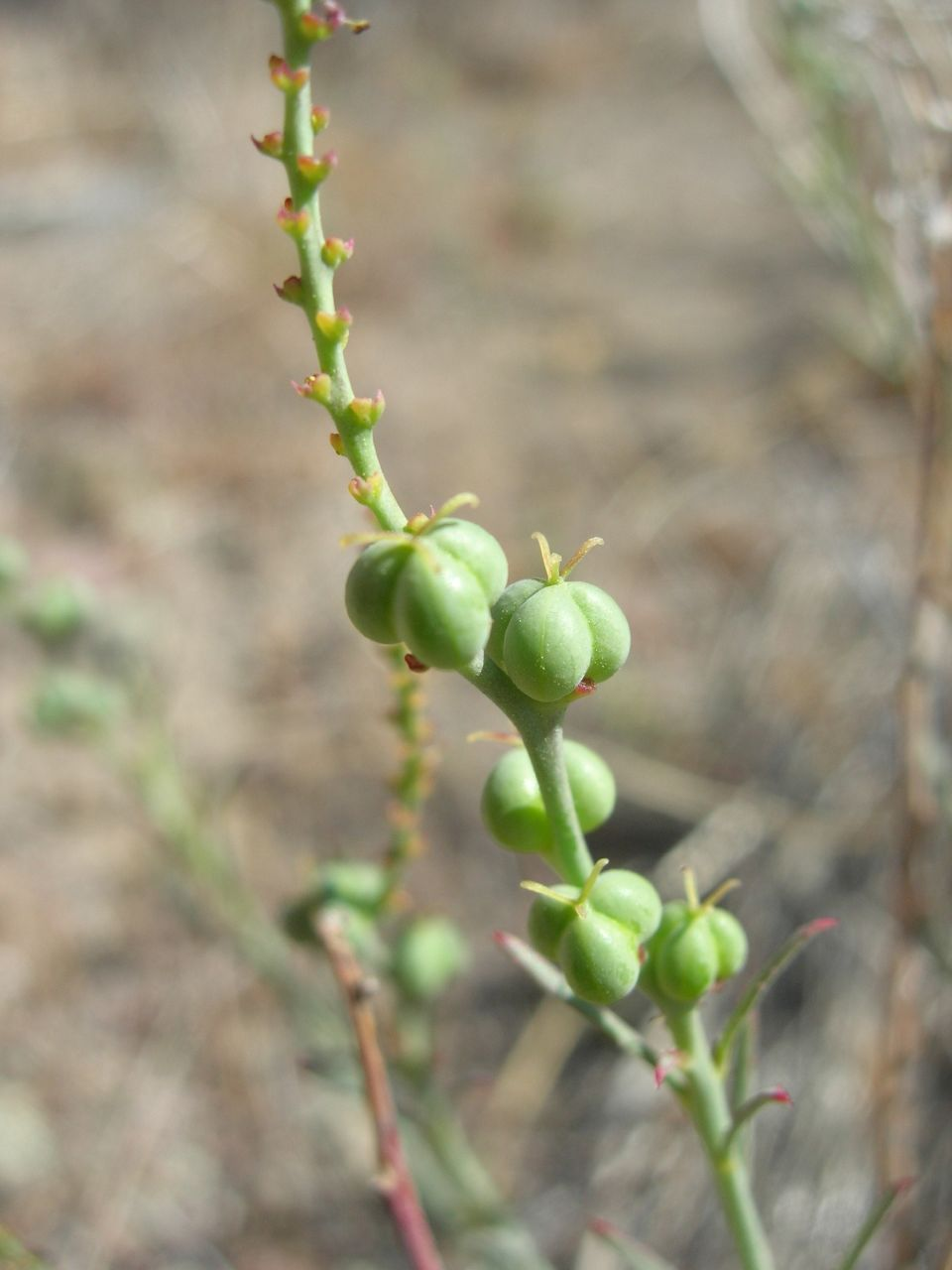